# Tzaganosuchus
Tzaganosuchus — вимерлий моновидовий рід викопних крокодилів із пустелі Гобі на півдні/південному сході Монголії. Тип і єдиний відомий вид для цього роду, Tzaganosuchus infansis. Ця ж експедиція також описала кілька інших рептилій, включаючи кілька видів Shamosuchus і архозавроморф роду Irenosaurus (спочатку названий Tchoiria egloni). Префікс назви «Цаганосух» є монгольським словом, яке походить від місцевості, де вперше були знайдені його скам’янілості: кар’єр Цаган Хушу, який відноситься до епохи палеогену (стратиграфічний етап Танетія) і є частиною формації Наран-Булак. Суфікс suchus — це латинське слово, що означає крокодил.

## Таксономія
Коли його описали в 1983 році, разом з низкою інших видів рептилій, Tzaganosuchus був поміщений в підродину Crocodylinae, яка містить рід Crocodylus і більшість сучасних видів крокодилів.

## Опис
Виходячи виключно з його таксономічного розташування, зрозуміло, що Tzaganosuchus тісно пов’язаний з багатьма сучасними видами крокодилів, такими як нільський крокодил, а також з декількома викопними видами, які лише нещодавно (з точки зору геологічного часу) вимерли, такими як Rimasuchus або Voay. Тому цаганосухи повинні зберегти кілька спільних для цих груп рис, таких як довга загострена морда, земноводний спосіб життя тощо.

## Середовище проживання
Цанганосух жив у пустелі Гобі під час палеоцен-еоценового термального максимуму, періоду підвищення температури та вологості в усьому світі, що було найбільш екстремальним на останніх стадіях палеоцену.